# Märrtjärnen (Östmarks socken, Värmland)
Märrtjärnen är en sjö i Torsby kommun i Värmland och ingår i Göta älvs huvudavrinningsområde. Sjön har en area på 0,0921 kvadratkilometer och ligger 452,4 meter över havet.

## Delavrinningsområde
Märrtjärnen ingår i det delavrinningsområde (669642-131573) som SMHI kallar för Mynnar i Rottnan. Medelhöjden är 388 meter över havet och ytan är 21,71 kvadratkilometer. Det finns ett avrinningsområde uppströms, och räknas det in blir den ackumulerade arean 40,42 kvadratkilometer. Kjerkesjåa som avvattnar avrinningsområdet har biflödesordning 4, vilket innebär att vattnet flödar genom totalt 4 vattendrag innan det når havet efter 400 kilometer. Avrinningsområdet består mestadels av skog (94 procent). Avrinningsområdet har 0,09 kvadratkilometer vattenytor vilket ger det en sjöprocent på 0,4 procent.